# Parque de las Acacias (Algeciras)
El parque de las Acacias de Algeciras (Cádiz) España, también llamado parque Smith está situado en la Villa Vieja de la ciudad, entre las calles San Nicolás, Emilio Burgos, Nicaragua y el hotel Cristina, su extensión es de 19 300 m² y en su interior se encuentra un palacete construido alrededor de 1920 donde se sitúa la sede de la mancomunidad de Municipios del Campo de Gibraltar y un pequeño edificio llamado Casa de los Guardeses donde se encuentra el museo Municipal. El parque está inscrito en el Catálogo del Patrimonio Histórico Andaluz como Jardín de Interés Cultural.

## Historia
Los terrenos que ocupan la Villa Vieja de Algeciras fueron utilizados con fines agrícolas por varias familias de la ciudad, hasta principios del siglo XIX cuando el Sr. Smith, un consignatario de buques de Gibraltar los adquirió y vendió gran parte de ellos para la construcción del Hotel Reina Cristina a la Compañía del Ferrocarril Algeciras-Bobadilla, obra de un arquitecto de apellido Thompson que más tarde fue director del hotel.
Los terrenos restantes, aproximadamente 25.300 metros cuadrados, los reservó para edificar su residencia, un palacete de estilo colonial también obra del Sr. Thompson; este edificio fue habitado por el Sr. Smith hasta aproximadamente 1919 y por su hijo hasta 1936 cuando, comenzada la guerra civil, la familia Smith huyó a Gibraltar y más tarde, iniciada la Segunda Guerra Mundial al Reino Unido para regresar en 1956 y vender los terrenos en 1966 a una empresa inmobiliaria que pretendía edificar viviendas de protección oficial; sin embargo el Ayuntamiento de Algeciras no concede la licencia inmobiliaria y adquiere los terrenos para destinarlos a uso público excepto dos parcelas donde sí se construyen edificios. A pesar de ello no es hasta 1975 cuando se dota al parque de equipamiento.

## Los alrededores

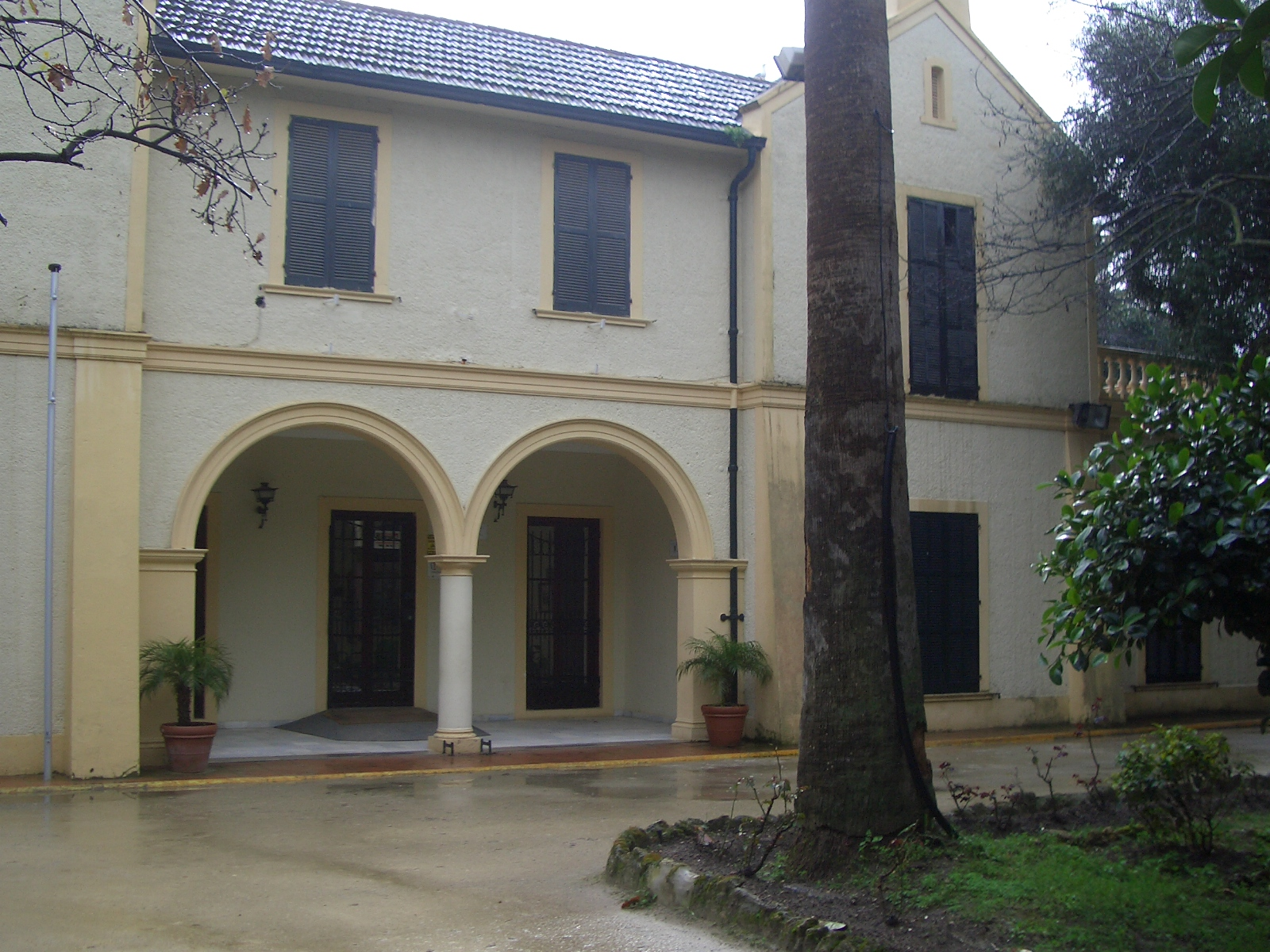
Villa Smith

El cercano Hotel Reina Cristina posee también un importante jardín creado en las mismas fechas, otros espacios de interés botánico de la zona son los Jardines del General, a unos doscientos metros del parque y el parque de la Conferencia.
En las calles limítrofes al parque de las Acacias existen edificios de indudable interés por un lado se encuentran edificios que ya existían en la época de creación del parque o son coetáneos a él, por ejemplo el antiguo conservatorio de música “Paco de Lucía” frente a la playa del Chorruelo, el edificio de la calle San Nicolás 13, el Hotel Cristina, la casa de los Guardeses y la propia Villa Smith, así como otros. Estos edificios conservan la arquitectura colonialista inglesa del siglo XIX, tan importante en Algeciras por haber sido esta ciudad lugar de residencia de aquellos ingleses residentes en Gibraltar que querían huir de la asfixiante atmósfera de la colonia; estos ciudadanos contribuyeron notablemente al desarrollo de la ciudad construyendo la primera línea de ferrocarril, la primera empresa de alumbrado o colaborando con la creación de la Junta de Obras del Puerto.
Por otro lado, en los entornos del parque encontramos también zonas de interés arqueológico, en la calle de San Nicolás número tres se encuentra el yacimiento de las piletas de salazón romanas de Iulia Traducta, en el Hotel Cristina se encuentran los restos de una antigua mezquita del siglo IX y restos de la torres de flanqueo de la Villa Vieja en la cercana Huerta del Carmen.

## Especies vegetales

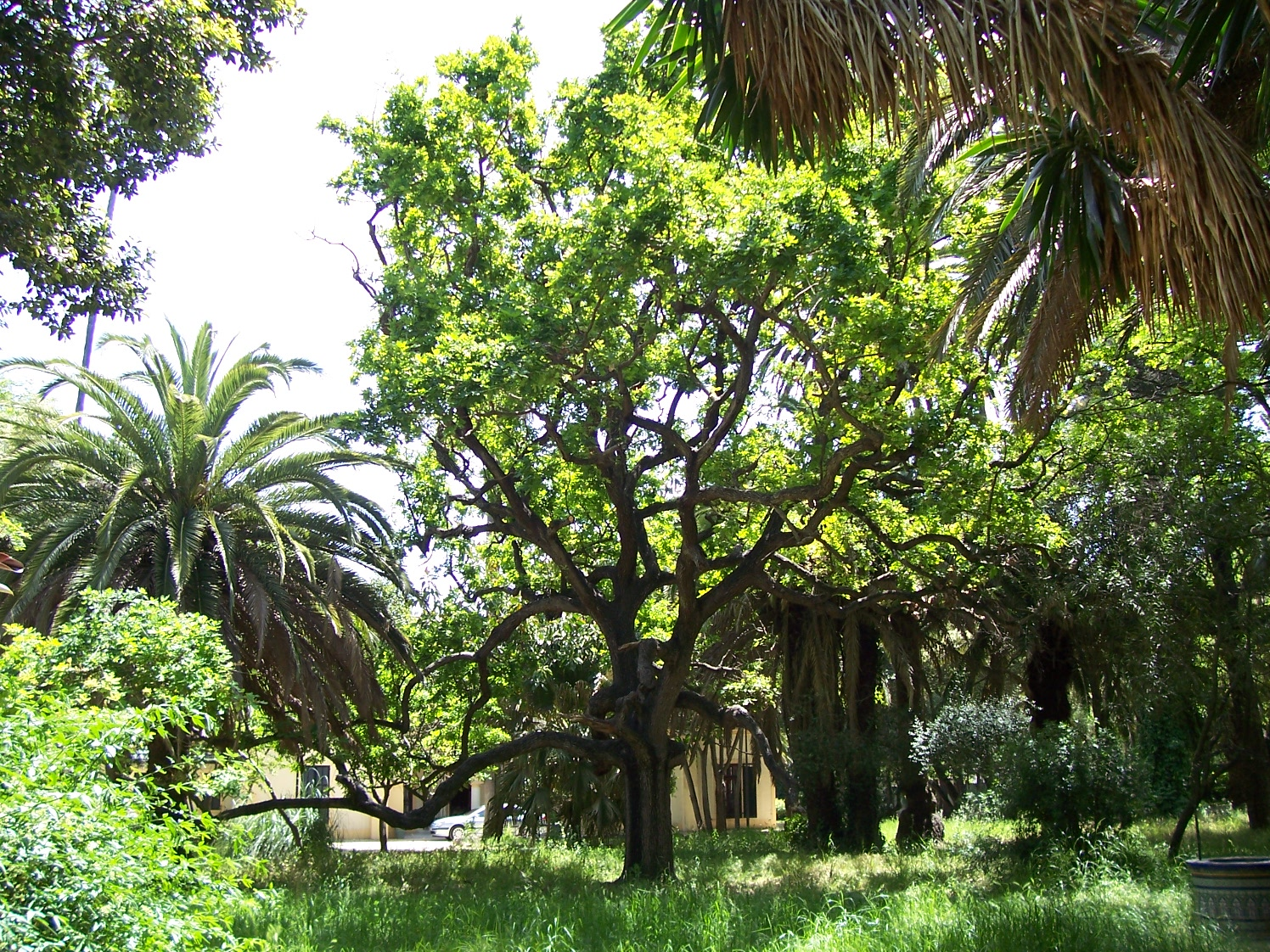
Roble frente al palacete Smith

El parque Smith fue concebido con el concepto de jardín inglés, con calles tortuosas que simulan senderos naturales y grandes árboles que establecen hitos en el camino. En su origen debieron existir numerosas especies vegetales de notable interés, probablemente pretendía ser un reflejo del cercano Jardín botánico de Gibraltar, pero por desgracia durante muchos años se utilizaron los árboles para fincas privadas extrayendo algunos de los ejemplares más grandes. 
Durante los años en los que el parque no tuvo el mantenimiento necesario la especie Robinia pseudoacacia invadió grandes zonas desplazando otras muchas plantas; algo similar ocurre con el Ulmus pumila, especie también invasora que ha causado la desaparición de vegetación en otras zonas del parque.
Aun con esto es posible observar numerosas especies originarias del primer parque: 
- Drago
- Ciprés de los Pantanos
- Secuoya
- Pinsapo
- Abeto rojo
- Cedro del Atlas
- Cedro del Himalaya
- Ciprés de Arizona
- Roble
- Magnolio